# 恵隆寺
恵隆寺（えりゅうじ）は、福島県河沼郡会津坂下町にある真言宗豊山派の寺院。山号は金塔山。本尊は十一面千手観音菩薩。通称は立木観音。会津ころり三観音の一つである。

## 歴史
『会津温故拾要抄』等に伝える伝承によれば、欽明天皇元年（540年）に梁の僧・青岩が高寺山（寺の北西、会津坂下町と喜多方市の境にある山）に庵を結び、その後、舒明天皇6年（634年）に僧・恵隆が恵隆寺と名付けたという。また、『会津風土記』（寛文6年〈1666年〉成立）によれば、大同3年（808年）、空海の意を受けて坂上田村麻呂が創建したものという。いずれの伝承もにわかに史実とは認めがたいものであり、当寺の創建の正確な時期や経緯については不明と言わざるをえない。
一時は周辺地域を支配するほどの一大伽藍や36坊もの堂宇を擁していたが、現在は仁王門、本堂、観音堂（立木観音堂）のみが残されている。

## 文化財

### 重要文化財
- 観音堂
立木観音堂とも称され、鎌倉時代、建久年間（1190年～1199年）の建立といわれている。その後、慶長16年（1611年）の会津地震で倒壊するが、元和3年（1617年）に修理・再建された。その後も江戸時代中期や大正5年（1916年）にも修理されている。桁行5間、梁間4間の寄棟造で屋根は茅葺きである。内部は巨大な円柱や豪壮な板壁などがあり、本尊の十一面千手観音菩薩と脇侍の二十八部衆像、風神・雷神像が安置されている。
- 木造千手観音立像
観音堂内に安置される42臂の千手観音像。一木造で総高8.5m、像高7.4mの大きさで、一木造としては日本最大級の仏像である。立木を刻んだとする伝承があり、長年「立木観音」と呼ばれて親しまれてきた。鎌倉時代の作といわれる。

## 周辺情報
寺の東側に移築された「旧五十嵐家住宅」は江戸時代の建築で国の重要文化財に指定されている。寺の西側には心清水八幡神社がある。

## アクセス
- JR只見線塔寺駅から徒歩25分、会津坂下駅から車で5分。
- 磐越自動車道会津坂下インターチェンジから車で10分。

## 拝観について
- 9:00 - 16:00　拝観料 300円